# Aron Pilhofer

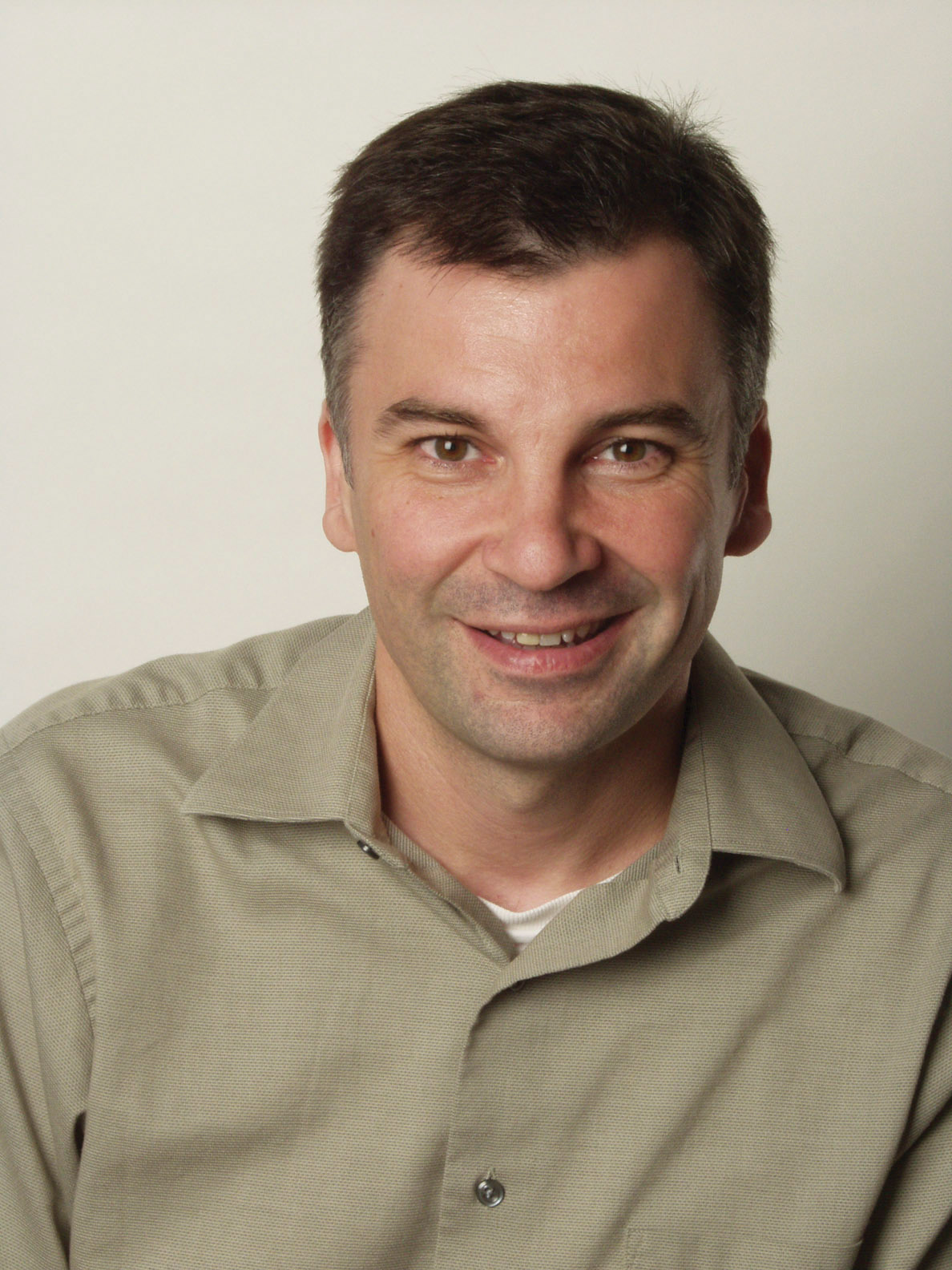
Aaron Pilhofer

Aron Pilhofer es un periodista nacido en Estados Unidos especializado en periodismo de datos. Actualmente es el editor ejecutivo de Digital, del periódico británico The Guardian, después de haber sido editor de noticias interactivas del New York Times, donde dirigió un equipo interdisciplinario formado por periodistas, diseñadores y especialistas en medios sociales que desarrollaban contenidos gráficos y visualizaciones de datos para el periódico neoyorquino.

## Biografía
Aron Pilhofer empezó a trabajar en el New York Times en el año 2005 como editor de proyectos, especializado en historias sobre economía y política. Anteriormente había trabajado para el Centro para la Integridad Pública de Washington, una organización sin ánimo de lucro formada por periodistas de investigación centrada en casos de corrupción y abusos de poder en la administración.
Paralelamente a su trabajo como editor multimedia del New York Times, es cofundador de Documentcloud.org, una startup pensada para ayudar a periodistas a encontrar documentos, analizarlos y compartirlos. Actualmente la herramienta contiene más de un millón de documentos y la utilizan más de ochocientas redacciones de todo el mundo. 
Su formación como desarrollador le llevó el año 2009 a fundar conjuntamente con Rich Gordon y Burt Herman, Hacks & Hackers, unos foros informales que conectan periodistas y programadores para trabajar conjuntamente en grupos en más de 30 países del mundo. 